# Szerencs
Szerencs là một thành phố thuộc hạt Borsod-Abaúj-Zemplén, Hungary. Thành phố này có diện tích 36,68 km², dân số năm 2010 là 9321 người, mật độ 254 người/km².